# Zapatos de plataforma

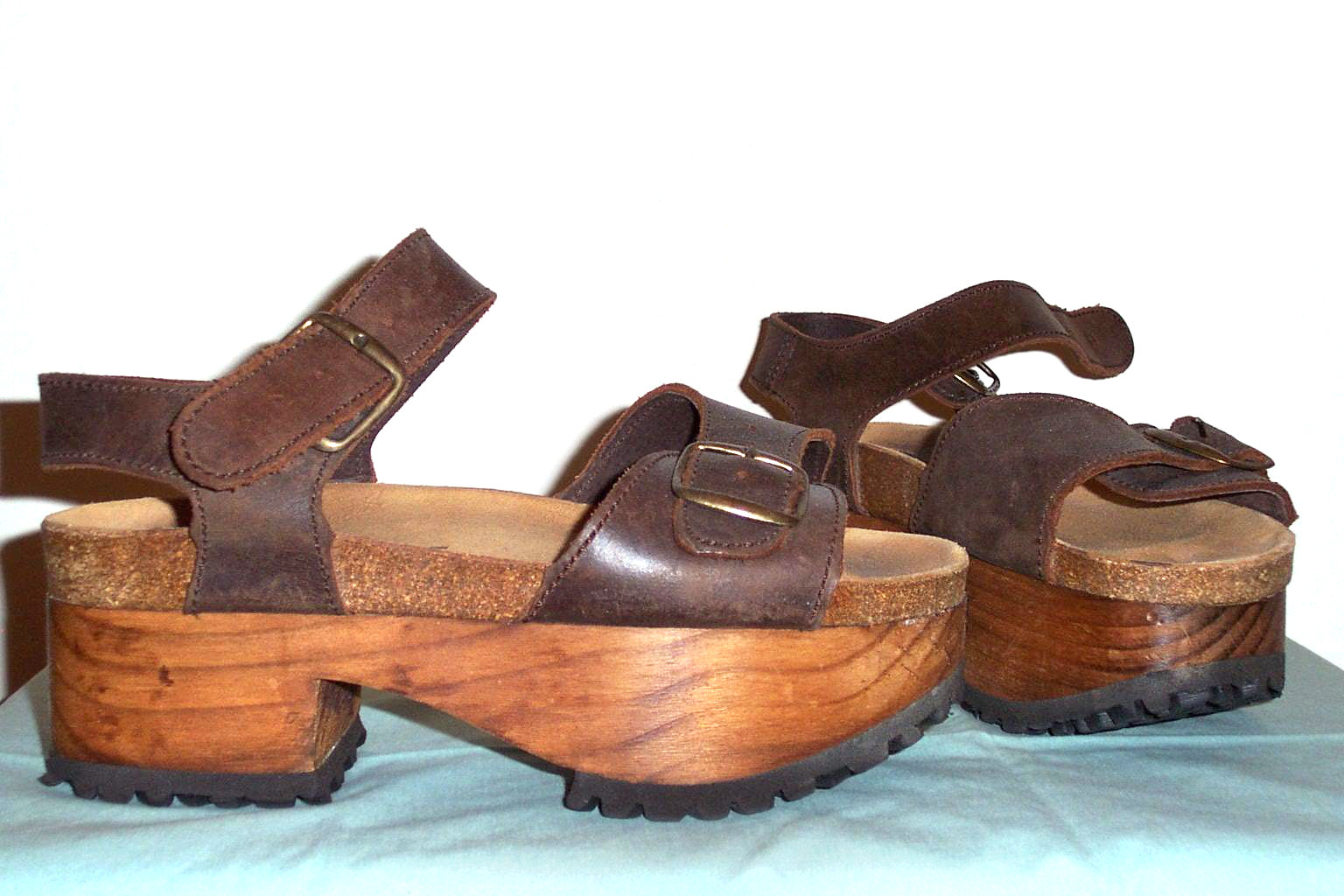
Sandalias de plataforma.

Los zapatos de plataforma son zapatos cuya suela tiene un espesor de 6 o más cm. Se llevan para estar a la moda o para tener una mayor estatura, y en todo caso para destacar.
Son una de las características de algunas tribus urbanas que giran en torno a la moda como es el caso de las kogals japonesas.